# Coupe du monde de course en montagne 2019
Navigation
2018 2020
La Coupe du monde de course en montagne 2019 est la vingt-et-unième édition de la Coupe du monde de course en montagne, compétition internationale de courses en montagne organisée par l'association mondiale de course en montagne.

## Règlement
Le calcul des points est identique dans les catégories féminines et masculines. Le score final cumule les 6 meilleures performances de la saison. Pour être classé, un athlète doit participer à au moins deux épreuves. Un bonus de 10 points est accordé aux participants de la finale à Ljubljana. Le bonus de participation fait son retour dans le calcul du classement final. 50 points sont accordés aux athlètes prenant part à toutes les épreuves du calendrier.
| Classement | 1er | 2e | 3e | 4e | 5e | 6e | 7e | 8e | 9e | 10e | 11e | 12e | 13e | 14e | 15e | 16e | 17e | 18e | 19e | 20e | 21e | 22e | 23e | 24e | 25e |
| ---------- | --- | -- | -- | -- | -- | -- | -- | -- | -- | --- | --- | --- | --- | --- | --- | --- | --- | --- | --- | --- | --- | --- | --- | --- | --- |
| Points     | 100 | 90 | 85 | 80 | 75 | 70 | 65 | 60 | 55 | 50  | 45  | 40  | 35  | 30  | 25  | 20  | 15  | 10  | 5   | 4   | 1   | 1   | 1   | 1   | 1   |

## Programme
Tout comme l'année précédente, le calendrier offre des épreuves variées avec deux courses montée et descente avec la Short-Race du Lac d'Annecy ainsi que la course du Snowdon qui fait son retour depuis 2001. La course longue Sierre-Zinal est reconduite. Il n'y a cependant pas de kilomètre vertical mais une SkyRace, la Broken Arrow Skyrace. Cette dernière est située aux États-Unis, une première depuis 2002. La spectaculaire Drei Zinnen Alpine Run dans les Dolomites fait sa première apparition au calendrier.
| Nom de la course                    | Distance | Dénivelé            | Pays        | Date              |
| ----------------------------------- | -------- | ------------------- | ----------- | ----------------- |
| Short-Race du Lac d'Annecy          | 16,5 km  | +944 m / -992 m     | France      | 24 mai 2019       |
| Broken Arrow Skyrace                | 26 km    | +/-1 500 m          | États-Unis  | 23 juin 2019      |
| Course de montagne du Grossglockner | 13,3 km  | +1 265 m / -150 m   | Autriche    | 14 juillet 2019   |
| Course du Snowdon                   | 15,35 km | +/-994 m            | Royaume-Uni | 20 juillet 2019   |
| Sierre-Zinal                        | 31 km    | +2 200 m / -1 100 m | Suisse      | 11 août 2019      |
| Drei Zinnen Alpine Run              | 17,5 km  | +1 350 m            | Italie      | 14 septembre 2019 |
| Course de Šmarna Gora               | 10 km    | +710 m / -340 m     | Slovénie    | 12 octobre 2019   |

## Résultats

### Hommes

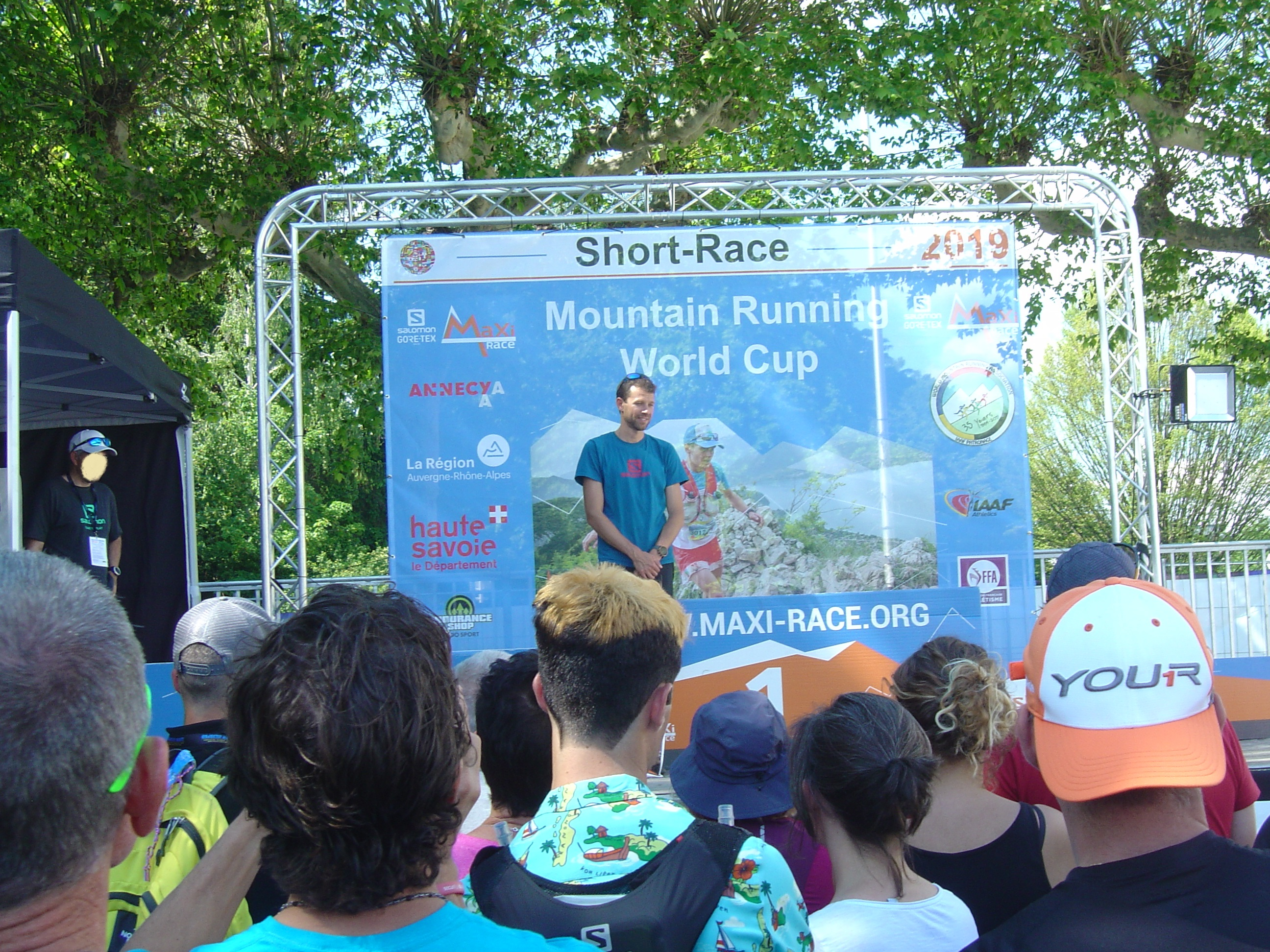
Présentation de la Short-Race du Lac d'Annecy par François D'Haene.

Le Britannique Andrew Douglas est déterminé à remporter la coupe du monde pour une deuxième fois. Il prend part à toutes les manches et remporte les deux premières courses d'Annecy et de la Broken Arrow Skyrace. L'Érytréen Filimon Abraham remporte la course de montagne du Grossglockner tandis qu'Andrew se retrouve au pied du podium. L'Écossais remporte ensuite la course du Snowdon. La course Sierre-Zinal, également au calendrier de la Golden Trail World Series propose un plateau très relevé. Petro Mamu décroche la deuxième place tandis qu'Andrew termine sixième. L'Érytréen remporte la manche suivante, la Drei Zinnen Alpine Run en battant le record du parcours. Son compatriote Filimon prend la troisième marche du podium et Andrew la cinquième place. Grâce à sa confortable avance au classement, le coureur anglais a déjà mathématiquement remporté la coupe avant la finale. Petro Mamu remporte la finale devant Filimon Abraham qui se classent ainsi troisième et deuxième respectivement. Andrew Douglas termine quatrième et obtient le bonus de participation de 50, confirmant ainsi son sacre.
| Course                              | Vainqueur       | Deuxième         | Troisième          |
| ----------------------------------- | --------------- | ---------------- | ------------------ |
| Short-Race du Lac d'Annecy          | Andrew Douglas  | Andy Wacker      | Robert Panin Surum |
| Broken Arrow Skyrace                | Andrew Douglas  | Sam Sahli        | Henri Aymonod      |
| Course de montagne du Grossglockner | Filimon Abraham | Geoffrey Ndungu  | Manuel Innerhofer  |
| Course du Snowdon                   | Andrew Douglas  | Martin Dematteis | Bernard Dematteis  |
| Sierre-Zinal                        | Kilian Jornet   | Petro Mamu       | Jim Walmsley       |
| Drei Zinnen Alpine Run              | Petro Mamu      | Joseph Gray      | Filimon Abraham    |
| Course de Šmarna Gora               | Petro Mamu      | Filimon Abraham  | Timotej Bečan      |

### Femmes
La première course du calendrier, la Short-Race du Lac d'Annecy est remportée par la Kényane Lucy Wambui Murigi devant l'Irlandaise Sarah McCormack. Aucune athlète européenne ne fait le déplacement aux États-Unis pour la Broken Arrow Skyrace qui est remportée par la Canadienne Lindsay Webster. La Britannique Sarah Tunstall remporte la troisième manche du Grossglockner, tandis que l'Irlandaise est quatrième. Sarah McCormack remporte ensuite la course du Snowdon et s'empare de la tête du classement. Annoncée comme l'une des favorites pour la victoire à Sierre-Zinal, Lucy se blesse en début de course et doit abandonner. Face au niveau très relevé de cette édition qui voit la Suissesse Maude Mathys battre le record féminin du parcours, Sarah McCormack ne fait pas mieux que treizième. Malade, Lucy Wambui Murigi doit renoncer à prendre le départ de la Drei Zinnen Alpine Run. Sarah Tunstall s'y impose en battant le record féminin du parcours, devant l'Irlandaise McCormack. Cette dernière est cependant déjà assurée du titre, étant la seule à avoir pris part à cinq épreuves. La Kényane Murigi remporte la finale à Šmarna Gora devant Sarah McCormack qui confirme son titre.
| Course                              | Vainqueur          | Deuxième              | Troisième        |
| ----------------------------------- | ------------------ | --------------------- | ---------------- |
| Short-Race du Lac d'Annecy          | Lucy Wambui Murigi | Sarah McCormack       | Iris Pessey      |
| Broken Arrow Skyrace                | Lindsay Webster    | Morgan Arritola       | Kasie Enman      |
| Course de montagne du Grossglockner | Sarah Tunstall     | Purity Kajuju Gitonga | Alexandra Hauser |
| Course du Snowdon                   | Sarah McCormack    | Elisa Sortini         | Hatti Archer     |
| Sierre-Zinal                        | Maude Mathys       | Judith Wyder          | Silvia Rampazzo  |
| Drei Zinnen Alpine Run              | Sarah Tunstall     | Sarah McCormack       | Victoria Kreuzer |
| Course de Šmarna Gora               | Lucy Wambui Murigi | Sarah McCormack       | Lucie Maršánová  |

## Classements
| Rang          | Nom               | Course 1 | Course 2 | Course 3 | Course 4 | Course 5 | Course 6 | Course 7 | Bonus | Points |
| ------------- | ----------------- | -------- | -------- | -------- | -------- | -------- | -------- | -------- | ----- | ------ |
| Médaille d'or | Andrew Douglas    | 100      | 100      | 80       | 100      | 70       | 75       | 90       | 50    | 525    |
| 2             | Filimon Abraham   | 80       |          | 100      |          |          | 85       | 100      |       | 365    |
| 3             | Petro Mamu        |          |          |          |          | 90       | 100      | 110      |       | 300    |
| 4             | Bernard Dematteis | 70       |          |          | 85       | 0        | 60       | 80       |       | 295    |
| 5             | Zak Hanna         | 50       |          |          | 80       |          | 65       | 65       |       | 260    |
| 6             | Timotej Bečan     | 60       |          | 60       |          |          | 45       | 95       |       | 250    |

| Rang          | Nom                | Course 1 | Course 2 | Course 3 | Course 4 | Course 5 | Course 6 | Course 7 | Bonus | Points |
| ------------- | ------------------ | -------- | -------- | -------- | -------- | -------- | -------- | -------- | ----- | ------ |
| Médaille d'or | Sarah McCormack    | 90       |          | 80       | 100      | 35       | 90       | 100      |       | 495    |
| 2             | Lucy Wambui Murigi | 100      |          |          |          |          |          | 110      |       | 210    |
| 3             | Emma Clayton       | 75       |          |          | 50       |          |          | 85       |       | 210    |
| 4             | Sarah Tunstall     |          |          | 100      |          |          | 100      |          |       | 200    |
| 5             | Lucie Maršánová    |          |          |          |          |          | 80       | 95       |       | 175    |
| 6             | Alexandra Hauser   |          |          | 85       |          |          | 75       |          |       | 160    |